# طومي روبسون
طومي روبسون (بالإنجليزية: Tommy Robson)‏ (31 يوليو 1944 بغيتسهيد في المملكة المتحدة - 8 أكتوبر 2020) هو لاعب كرة قدم بريطاني في مركز جناح ‏. لعب مع تشيلسي ونادي بيتربورو يونايتد ونادي نورثامبتون تاون ونيوكاسل يونايتد.

## وصلات خارجية
- طومي روبسون على موقع قاعدة بيانات كرة القدم.إي يو (الإنجليزية)